# The Fall of Hearts
The Fall of Hearts deseti je studijski album švedskog rock sastava Katatonia. Diskografska kuća Peaceville Records objavila ga je 20. svibnja 2016. godine. Uradak, čije su pjesme uglavnom napisali i producirali osnivači Jonas Renkse i Anders Nyström, prvi je album grupe na kojem su se pojavili novi članovi, Daniel Moilanen i Roger Öjersson. Za razliku od prethodnih uradaka grupe više je utemeljen u progresivnom rocku, a uglavnom je dobio pozitivne kritike. Dvije su pjesme objavljene i kao singlovi: "Old Heart Falls" i "Serein".

## Pozadina
Prvi je Katatonijin studijski album nakon četiri godine, nakon objave Dead End Kingsa 2012. godine. Između objave tih albuma skupina je dvaput promijenila članove, zbog čega je The Fall of Hearts prvi na kojem su sudjelovali bubnjar Daniel Moilanen i gitarist Roger Öjersson. Moilanen je zamijenio prethodnog bubnjara Daniela Liljekvista, koji je sa sastavom proveo 15 godina i napustio ga je 2014. kako bi se posvetio obitelji i karijeri izvan glazbene industrije. Iz skupine je 2014. izišao i gitarist Per Erikkson, koji je s njom proveo četiri godine; zbog njegovog preseljenja u Barcelonu raspored turneje i snimanja postao je složeniji.

## O albumu
Usprkos promjenama u postavi pjesme na uratku i dalje su uglavnom napisali članovi osnivači, Jonas Renkse i Anders Nyström. Materijal su skladali odvojeno jedan od drugoga i međusobno su si dijelili samo ono što su smatrali boljim idejama; tada su ideje koje su se obojici sviđale predstavili ostatku skupine i na temelju njih oblikovali cijelu pjesmu. Renkse je izjavio da pri aranžiranju albuma nisu odbacivali različite ideje, zbog čega su tijekom njegova oblikovanja bili kreativniji i aktivno su se pokušali odlomiti od formule prisutne na prethodnih nekoliko uradaka. Članovi skupine nisu htjeli "otkriti toplu vodu", nego "malo se odvojiti od prethodnog stila i napraviti nešto drugačije". Zbog Öjerssonovih gitarističkih sposobnosti na albumu se pojavljuje više gitarskih solodionica, a Moilanenov stil bubnjanja dodatno je glazbeni stil uratka odveo u progresivnom smjeru. Cijeli je uradak zapravo snimljen prije nego što se Öjersson priključio sastavu, ali su njegovi članovi dodali njegove gitarske solodionice na dovršeni materijal jer su htjeli da "ostavi svoj trag". Moilanen se, pak, grupi pridružio ranije i imao je veću ulogu u oblikovanju pjesama – Renkse i Nyström često su s njime raspravljali o idejama. K tome, zbog uspjeha Dethroned and Uncrowneda, akustične i ambijentalne inačice prethodnog albuma Dead End Kings, skupina je s manjom zadrškom na album uvrštavala različite elemente.
Snimanje albuma odvijalo se u točno određenim fazama skladanja, pretprodukcije, demosnimanja i konačnog snimanja, premda su si članovi dopustili vraćanje u neku od prijašnjih faza ako bi ih štogod nadahnulo ili ako bi osmislili nove ideje. Pjesme su se često mijenjale tijekom procesa, a Nyström je izjavio da se demosnimke uvelike razlikuju od konačnih studijskih snimki. Renkse i Nyström odlučili su samostalno producirati album jer nisu željeli raditi kompromise u oblikovanju pjesama i zbog straha da bi mogli nastati potencijalni kreativni ili financijski problemi dovedu li vanjskog producenta.
Razni su novinari glazbeni stil albuma nazvali progresivnim rockom s različitim utjecajima. Loudwire je istaknuo sličnost pjesme "Serein" s novovalnim stilom grupa iz 1980-ih kao što je The Cure zbog "nježnih akorda i blage solodionice... Opuštajućeg, više puta snimljenog glasa Jonasa Renksea... pomalo ubrzanog ritma [...] i poticajnih, [...] prekrasnih, podcijenjenih tekstura solodionica pod utjecajem pop-glazbe." Billboard je za pjesmu "Pale Flag" izjavio da zvuči kao narodna balada. Naziv albuma, The Fall of Hearts, ne nosi neko određeno značenje, nego je fraza koju je osmislio Renkse kojom je želio opisati sveopći zvuk i tekstove na albumu.

## Objava i promidžba
The Fall of Hearts objavljen je 20. svibnja 2016. godine. Objavljena su dva singla za pjesme na albumu, kao i njima pripadajući tekstualni spotovi; "Old Heart Falls" objavljen je 30. ožujka, a "Serein" 10. svibnja. Za tekstualni spot pjesme "Old Heart Falls" grupa je tekst pjesme ispisala koristeći se starim pisaćim strojem, čime je namjeravala povećati melankoličnost videozapisa, a na spotu je radila u suradnji s Lasseom Hoileom.
Ubrzo nakon objave albuma grupa je otišla na promidžbenu turneju; prvo je nastupila na glazbenim festivalima kao što su Hellfest i Tuska, a zatim je održala koncerte u Južnoj Americi i Europi.

## Recenzije
The Fall of Hearts dobio je pozitivne kritike. Na Metacriticu, mrežnom mjestu koje skuplja recenzije glazbenih kritičara i na temelju njih albumu daje ocjenu od 0 do 100, uradak ima ocjenu 72/100 na temelju četiri recenzije, što označava "uglavnom pozitivne kritike". AllMusicov recenzent Thom Jurek dao mu je četiri zvjezdice od njih pet i pohvalio je sastav zbog toga što je otišao u progresivnijem smjeru: "Tekstovi pjesama i dalje su utemeljeni u tematikama gubitka, otuđenosti, opustošenosti i želji za nadilaženjem, ali melodije su zamršenije, manje izravne, no sadrže i više upečatljivih zaraznih dionica, zbog čega su pjesme pristupačnije široj publici progresivnog rocka nego ikada prije. Taj album, koji nadahnjuje i koji je dalekovidan, dokazuje da je i nakon 25 godina postojanja Katatonia i dalje neumorna i da odbija počivati na lovorikama." Chad Bowar iz Loudwirea na sličan je način pohvalio promjenu glazbenog stila iz death metala, koji je odredio prošlost skupine, u progresivni rock, zbog čega ju je usporedio s Opethom i zaključio: "To su veterani koji znaju što žele, a njihovu ujedinjenu viziju ne zamućuju nikakvi vanjski utjecaji. The Fall of Hearts pun je tame i svjetla, žestine i mekoće, drame i podcjenjivanja. Čine ga brojni suptilni elementi, ali je i vrlo pristupačan."

## Popis pjesama
| 1.    | »Takeover«                  | Jonas Renkse, Anders Nyström | 7:09 |
| 2.    | »Serein«                    | Renkse                       | 4:46 |
| 3.    | »Old Heart Falls«           | Renkse                       | 4:22 |
| 4.    | »Decima«                    | Renkse                       | 4:46 |
| 5.    | »Sanction«                  | Renkse                       | 5:07 |
| 6.    | »Residual«                  | Renkse                       | 6:54 |
| 7.    | »Serac«                     | Renkse, Nyström              | 7:25 |
| 8.    | »Last Song Before the Fade« | Renkse                       | 5:01 |
| 9.    | »Shifts«                    | Renkse, Nyström              | 4:54 |
| 10.   | »The Night Subscriber«      | Renkse, Nyström              | 6:10 |
| 11.   | »Pale Flag«                 | Renkse                       | 4:23 |
| 12.   | »Passer«                    | Renkse, Nyström              | 6:25 |
| 67:22 |                             |                              |      |

| Bonus pjesme na japanskoj inačici | Bonus pjesme na japanskoj inačici                | Bonus pjesme na japanskoj inačici | Bonus pjesme na japanskoj inačici | Bonus pjesme na japanskoj inačici | Bonus pjesme na japanskoj inačici | Bonus pjesme na japanskoj inačici | Bonus pjesme na japanskoj inačici | Bonus pjesme na japanskoj inačici | Bonus pjesme na japanskoj inačici |
| Br.                               | Skladba                                          | Trajanje                          |                                   |                                   |                                   |                                   |                                   |                                   |                                   |
| --------------------------------- | ------------------------------------------------ | --------------------------------- | --------------------------------- | --------------------------------- | --------------------------------- | --------------------------------- | --------------------------------- | --------------------------------- | --------------------------------- |
| 13.                               | »Vakaren«                                        | 4:54                              |                                   |                                   |                                   |                                   |                                   |                                   |                                   |
| 14.                               | »Night Comes Down« (obrada pjesme Judas Priesta) | 4:11                              |                                   |                                   |                                   |                                   |                                   |                                   |                                   |
| 76:27                             |                                                  |                                   |                                   |                                   |                                   |                                   |                                   |                                   |                                   |

| Bonus pjesma na digitalnoj inačici | Bonus pjesma na digitalnoj inačici | Bonus pjesma na digitalnoj inačici | Bonus pjesma na digitalnoj inačici | Bonus pjesma na digitalnoj inačici | Bonus pjesma na digitalnoj inačici | Bonus pjesma na digitalnoj inačici | Bonus pjesma na digitalnoj inačici | Bonus pjesma na digitalnoj inačici | Bonus pjesma na digitalnoj inačici |
| Br.                                | Skladba                            | Trajanje                           |                                    |                                    |                                    |                                    |                                    |                                    |                                    |
| ---------------------------------- | ---------------------------------- | ---------------------------------- | ---------------------------------- | ---------------------------------- | ---------------------------------- | ---------------------------------- | ---------------------------------- | ---------------------------------- | ---------------------------------- |
| 13.                                | »Wide Awake in Quietus«            | 4:59                               |                                    |                                    |                                    |                                    |                                    |                                    |                                    |
| 72:21                              |                                    |                                    |                                    |                                    |                                    |                                    |                                    |                                    |                                    |

| Bonus pjesma na gramofonskoj inačici | Bonus pjesma na gramofonskoj inačici | Bonus pjesma na gramofonskoj inačici | Bonus pjesma na gramofonskoj inačici | Bonus pjesma na gramofonskoj inačici | Bonus pjesma na gramofonskoj inačici | Bonus pjesma na gramofonskoj inačici | Bonus pjesma na gramofonskoj inačici | Bonus pjesma na gramofonskoj inačici | Bonus pjesma na gramofonskoj inačici |
| Br.                                  | Skladba                              | Trajanje                             |                                      |                                      |                                      |                                      |                                      |                                      |                                      |
| ------------------------------------ | ------------------------------------ | ------------------------------------ | ------------------------------------ | ------------------------------------ | ------------------------------------ | ------------------------------------ | ------------------------------------ | ------------------------------------ | ------------------------------------ |
| 13.                                  | »Sistere«                            | 4:11                                 |                                      |                                      |                                      |                                      |                                      |                                      |                                      |
| 71:33                                |                                      |                                      |                                      |                                      |                                      |                                      |                                      |                                      |                                      |

## Zasluge
| Katatonia - Anders Nyström – prateći vokali, gitara, klavijature, produkcija, umjetnički direktor - Jonas Renkse – glavni vokali, gitara, klavijature, produkcija, umjetnički direktor - Niklas Sandin – bas-gitara - Daniel Moilanen – bubnjevi Dodatni glazbenici - Roger Öjersson – gitarske solodionice (na pjesmama 1, 7 i 12) - J P Asplund – udaraljke | Ostalo osoblje - Travis Smith – ilustracije - Jens Bogren – miksanje, masteriranje - Karl Daniel Lidén – tonska obrada |

## Ljestvice
| Ljestvica (2016.)      | Najviša Pozicija |
| ---------------------- | ---------------- |
| Australija             | 62.              |
| Austrija               | 28.              |
| Belgija (Flandrija)    | 77.              |
| Belgija (Valonija)     | 187.             |
| Finska                 | 6.               |
| Francuska              | 100.             |
| Italija                | 60.              |
| Nizozemska             | 42.              |
| Njemačka               | 11.              |
| Portugal               | 32.              |
| SAD (Billboard 200)    | 188.             |
| Švedska                | 31.              |
| Švicarska              | 48.              |
| Ujedinjeno Kraljevstvo | 70.              |